# Großer Preis von Australien 2017
Der Große Preis von Australien 2017 (offiziell 2017 Formula 1 Rolex Australian Grand Prix) fand am 26. März auf dem Albert Park Circuit in Melbourne statt und war das erste Rennen der Formel-1-Weltmeisterschaft 2017.

## Bericht

### Hintergründe
Lance Stroll (Williams) debütierte bei diesem Grand Prix in der Formel 1. Valtteri Bottas (Mercedes), Nico Hülkenberg (Renault), Kevin Magnussen (Haas), Esteban Ocon (Force India) und Pascal Wehrlein (Sauber) bestritten erstmals ein Rennwochenende für ihr neues Team; Stoffel Vandoorne (McLaren) debütierte als Stammpilot. Der amtierende Weltmeister Nico Rosberg gab nach dem Großen Preis von Abu Dhabi 2016 seinen Rücktritt bekannt und trat nicht mehr in der Formel 1 an.
Beim Großen Preis von Australien stellte Pirelli den Fahrern die Reifenmischungen P Zero Soft (gelb), P Zero Supersoft (rot), P Zero Ultrasoft (violett) sowie für Nässe Cinturato Intermediates (grün) und Cinturato Full-Wets (blau) zur Verfügung. Da die Bestellung der jedem Fahrer zur Verfügung stehenden Reifen jeder Mischung bereits vor den Testfahrten vor der Saison aufgegeben werden musste, legte die FIA im Vorfeld fest, dass jeder Fahrer sieben Reifensätze Ultrasoft, vier Sätze Supersoft und zwei Sätze Soft zur Verfügung gestellt bekommt.
Im Vergleich zum Vorjahr gab es mehrere Änderungen an der Strecke: Wegen der durch das neue Reglement deutlich höheren Kurvengeschwindigkeiten wurden in mehreren Kurven doppelt so viele Reifenstapel aufgestellt, darunter die Jones und die Stewart. Außerdem wurden die Reifenstapel in Kurve zwölf durch TecPro-Barrieren ersetzt. Die Öffnung der Mauer in der Lauda wurde geschlossen, die Haken zur Befestigung der Randsteine am Scheitelpunkt von Kurve elf und Kurve zwölf wurden einbetoniert.
Die beiden DRS-Zonen befanden sich an denselben Stellen wie im Vorjahr; die erste Zone begann auf der Start-Ziel-Geraden genau 762 Meter vor der ersten Kurve, der Jones. Nach der Brabham begann die zweite Zone, die 510 Meter lang war. Es gab für beide DRS-Zonen nur einen Messpunkt, bei dem der Abstand zum Vordermann ermittelt wurde; er lag 13 Meter vor der Stewart. Bei einem erfolgreichen Überholmanöver auf der Start-Ziel-Geraden durfte demzufolge der dann vorausfahrende Fahrer in der zweiten Zone das DRS erneut verwenden.
Daniil Kwjat (acht), Sebastian Vettel (sechs), Carlos Sainz jr. (fünf), Magnussen, Ocon, Jolyon Palmer, Wehrlein (jeweils vier), Sergio Pérez (drei), Bottas, Marcus Ericsson, Hülkenberg, Felipe Massa, Kimi Räikkönen (jeweils zwei) und Max Verstappen (einer) gingen mit Strafpunkten ins Rennwochenende.
Mit Räikkönen, Lewis Hamilton (jeweils zweimal), Fernando Alonso und Vettel (jeweils einmal) traten vier ehemalige Sieger zu diesem Grand Prix an.
Rennkommissare waren Steve Chopping (AUS), Dennis Dean (USA), Tim Mayer (USA) und Derek Warwick (GBR).

### Training
Hamilton fuhr im ersten freien Training mit einer Rundenzeit von 1:24,220 Minuten die Bestzeit vor Bottas und Daniel Ricciardo.
Im zweiten freien Training war Hamilton in 1:23,620 Minuten erneut Schnellster vor Vettel und Bottas. Das Training musste wegen eines Unfalls von Palmer unterbrochen werden. Nach den freien Trainings am Freitag gab Wehrlein bekannt, wegen des aus seiner beim Race of Champions erlittenen Rückenverletzung resultierenden Trainingsrückstandes nicht in der Lage zu sein, eine komplette Renndistanz zu bestreiten. Daher bestritt Antonio Giovinazzi das restliche Rennwochenende für Sauber; es war sein erster Grand Prix.
Im dritten freien Training fuhr Vettel in 1:23,380 Minuten die schnellste Zeit vor Bottas und Hamilton. Das Training musste rund zehn Minuten vor dem Ende nach einem Unfall von Stroll abgebrochen werden.

### Qualifying
Das Qualifying bestand aus drei Teilen mit einer Nettolaufzeit von 45 Minuten. Im ersten Qualifying-Segment (Q1) hatten die Fahrer 18 Minuten Zeit, um sich für das Rennen zu qualifizieren. Alle Fahrer, die im ersten Abschnitt eine Zeit erzielten, die maximal 107 Prozent der schnellsten Rundenzeit betrug, qualifizierten sich für den Grand Prix. Die besten 15 Fahrer erreichten den nächsten Teil. Hamilton war Schnellster. Palmer, Stroll, Vandoorne, Magnussen und Giovinazzi schieden aus.
Der zweite Abschnitt (Q2) dauerte 15 Minuten. Die schnellsten zehn Piloten qualifizierten sich für den dritten Teil des Qualifyings. Bottas war Schnellster. Ericsson, die Force-India-Piloten, Alonso und Hülkenberg schieden aus.
Der finale Abschnitt (Q3) ging über eine Zeit von zwölf Minuten, in denen die ersten zehn Startpositionen vergeben wurden. Der Abschnitt musste nach einem Unfall von Ricciardo unterbrochen werden, der daher keine Zeit setzte. Hamilton fuhr mit einer Rundenzeit von 1:22,188 Minuten die Bestzeit vor Vettel und Bottas. Es war die 62. Pole-Position für Hamilton und die schnellste jemals erzielte Rundenzeit auf dieser Strecke. Außerdem errang Hamilton seine sechste Pole-Position beim Großen Preis von Australien und stellte damit den Rekord von Ayrton Senna ein.
Ricciardo und Stroll wurden wegen eines vorzeitigen Getriebewechsels um fünf Positionen nach hinten versetzt.

### Rennen
Ricciardo blieb auf dem Weg in die Startaufstellung liegen, sein Fahrzeug wurde zur Reparatur in die Box gebracht. Sein Startplatz blieb daher leer.
Pérez fuhr am Ende der Einführungsrunde nur zögerlich in seine Startposition, zusätzlich betätigte ein Marshal versehentlich einen Knopf, der ein Problem in der Startaufstellung anzeigt. Der erste Start wurde daher abgebrochen, es gab daraufhin eine zweite Einführungsrunde und die Renndistanz wurde um eine Runde gekürzt. Der zweite Start wurde regulär durchgeführt, Hamilton startete gut und blieb in Führung. Bottas startete besser als Vettel, Verstappen besser als Räikkönen. Beide Ferrari-Piloten verteidigten in der ersten Kurve ihre Positionen. Im hinteren Teil des Feldes kam es in der White ford zu einer Kollision zwischen Ericsson und Magnussen. Beide fielen ans Ende des Feldes zurück, Magnussen erlitt zudem einen Reifenschaden und fuhr zum Reifenwechsel an die Box. Hamilton führte vor Vettel, Bottas, Räikkönen, Verstappen, Massa, Romain Grosjean, Sainz jr., Pérez und Kwjat.
Am Ende der zweiten Runde nahm Ricciardo mit seinem reparierten Fahrzeug das Rennen auf. Vettel setzte Hamilton unter Druck, dahinter konnten Bottas und Räikkönen das Tempo nicht mitgehen und fielen mehrere Sekunden zurück. In der neunten Runde fuhr Vandoorne mit technischen Problemen an die Box. Nach einem Neustart des Motors nahm er das Rennen mit einer Runde Rückstand wieder auf. Palmer kam mehrfach von der Strecke ab und beschwerte sich per Funk bei seinem Team über Bremsprobleme. Grosjean fuhr mit seinem Fahrzeug in die Box, nachdem er wegen eines Wasserlecks einen starken Leistungsverlust an seinem Haas gegeben hatte, und gab das Rennen auf. Auch Palmer stellte seinen Wagen kurz danach an der Box ab.
In Runde 17 fuhr Hamilton als erster Pilot an der Spitzengruppe an die Box und wechselte auf Soft. Er kam kurz hinter dem nun viertplatzierten Verstappen auf die Strecke zurück und verringerte den Abstand auf Verstappen sehr schnell, kam jedoch nicht vorbei. In Runde 23 wechselte Vettel ebenfalls auf Soft und kam unmittelbar vor Verstappen aus der Boxengasse. Er blockte den Angriff von Verstappen ab und setzte sich anschließend schnell ab. Bottas führte unterdessen vor Räikkönen. In Runde 25 wechselten Bottas und Verstappen, eine Runde später dann Räikkönen ebenfalls die Reifen. Verstappen wechselte als einziger der Piloten auf Supersoft, die übrigen Fahrer auf Soft. Somit führte nun Vettel vor Hamilton, Bottas, Räikkönen, Verstappen und Kwjat, der noch nicht an der Box gewesen war.
Ricciardo stellte seinen Red Bull in der 29. Runde mit fehlendem Benzindruck am Streckenrand ab, Vettel vergrößerte seinen Vorsprung auf Hamilton unterdessen auf fast zehn Sekunden. Verstappen schloss auf Räikkönen auf, kam aber nicht so nah heran, um einen Angriff zu starten. Kwjat fuhr als letzter Pilot zum ersten Reifenwechsel an die Box, wurde per Teamorder von Sainz jr. vorbeigelassen, schloss anschließend mit seinen frischen Reifen auf Pérez auf und setzte ihn unter Druck. Stroll kam mit Bremsproblemen von der Strecke ab und stellte kurz darauf seinen Wagen an der Box ab. In der 50. Runde stellte auch Magnussen sein Fahrzeug mit gebrochener Radaufhängung am Streckenrand ab.
Kwjat, der auf dem achten Platz lag, musste an die Box kommen, da an seinem Motor Luft der Pneumatik entwichen war. Diese wurde wieder aufgefüllt, dabei wechselte er ein zweites Mal die Reifen, nun erneut auf Ultrasoft. Er fiel auf Platz neun zurück und fuhr kurz darauf die bis dahin schnellste Runde. Alonso, der zu diesem Zeitpunkt auf dem zehnten Platz lag, meldete per Funk ein Problem mit der Radaufhängung. Er musste Ocon und Hülkenberg passieren lassen und stellte das Fahrzeug eine Runde später an der Box ab. Räikkönen fuhr in Runde 56 die schnellste Runde des Rennens.
Vettel gewann das Rennen vor Hamilton und Bottas. Es war der 43. Sieg für Vettel in der Formel-1-Weltmeisterschaft und der erste seit dem Großen Preis von Singapur 2015. Für Bottas war es die zehnte Podestplatzierung seiner Karriere und die erste seit dem Großen Preis von Kanada 2016. Die restlichen Punkteplatzierungen erzielten Räikkönen, Verstappen, Massa, Pérez, Sainz jr., Kwjat und Ocon. Für Ocon war es der erste Punkt in der Formel-1-Weltmeisterschaft.
Noch während der Auslaufrunde stürmten hunderte Zuschauer auf die Strecke, da die Tore für den Zugang zur Strecke zu früh geöffnet wurden. Da dies normalerweise erst dann geschehen darf, wenn sämtliche Fahrzeuge die Auslaufrunde bereits beendet haben, leitete die FIA eine Untersuchung gegen den Rennveranstalter ein.
Die Fahrerwertung war mit dem Rennergebnis identisch, in der Konstrukteurswertung führte Ferrari vor Mercedes und Red Bull Racing.

## Meldeliste
| Team                          | Nr. | Fahrer             | Chassis                   | Motor                         | Reifen |
| ----------------------------- | --- | ------------------ | ------------------------- | ----------------------------- | ------ |
| Mercedes AMG Petronas F1 Team | 44  | Lewis Hamilton     | Mercedes F1 W08 EQ Power+ | Mercedes-AMG F1 M08 EQ Power+ | P      |
| Mercedes AMG Petronas F1 Team | 77  | Valtteri Bottas    | Mercedes F1 W08 EQ Power+ | Mercedes-AMG F1 M08 EQ Power+ | P      |
| Red Bull Racing               | 03  | Daniel Ricciardo   | Red Bull RB13             | TAG Heuer                     | P      |
| Red Bull Racing               | 33  | Max Verstappen     | Red Bull RB13             | TAG Heuer                     | P      |
| Scuderia Ferrari              | 05  | Sebastian Vettel   | Ferrari SF70H             | Ferrari 062                   | P      |
| Scuderia Ferrari              | 07  | Kimi Räikkönen     | Ferrari SF70H             | Ferrari 062                   | P      |
| Sahara Force India F1 Team    | 11  | Sergio Pérez       | Force India VJM10         | Mercedes-AMG F1 M08 EQ Power+ | P      |
| Sahara Force India F1 Team    | 31  | Esteban Ocon       | Force India VJM10         | Mercedes-AMG F1 M08 EQ Power+ | P      |
| Williams Martini Racing       | 19  | Felipe Massa       | Williams FW40             | Mercedes-AMG F1 M08 EQ Power+ | P      |
| Williams Martini Racing       | 18  | Lance Stroll       | Williams FW40             | Mercedes-AMG F1 M08 EQ Power+ | P      |
| McLaren Honda                 | 14  | Fernando Alonso    | McLaren MCL32             | Honda RA617H                  | P      |
| McLaren Honda                 | 02  | Stoffel Vandoorne  | McLaren MCL32             | Honda RA617H                  | P      |
| Scuderia Toro Rosso           | 26  | Daniil Kwjat       | Toro Rosso STR12          | Renault R.E.17                | P      |
| Scuderia Toro Rosso           | 55  | Carlos Sainz jr.   | Toro Rosso STR12          | Renault R.E.17                | P      |
| Haas F1 Team                  | 08  | Romain Grosjean    | Haas VF-17                | Ferrari 062                   | P      |
| Haas F1 Team                  | 20  | Kevin Magnussen    | Haas VF-17                | Ferrari 062                   | P      |
| Renault Sport F1 Team         | 27  | Nico Hülkenberg    | Renault R.S.17            | Renault R.E.17                | P      |
| Renault Sport F1 Team         | 30  | Jolyon Palmer      | Renault R.S.17            | Renault R.E.17                | P      |
| Sauber F1 Team                | 09  | Marcus Ericsson    | Sauber C36                | Ferrari 061                   | P      |
| Sauber F1 Team                | 36  | Antonio Giovinazzi | Sauber C36                | Ferrari 061                   | P      |
| Sauber F1 Team                | 94  | Pascal Wehrlein    | Sauber C36                | Ferrari 061                   | P      |

Anmerkungen
1. 1 2  Wehrlein bestritt nur die freien Trainings am Freitag, Giovinazzi den Rest des Rennwochenendes.

## Klassifikationen

### Qualifying
| Pos.                                                                      | Fahrer             | Konstrukteur         | Q1       | Q2       | Q3         | Start |
| ------------------------------------------------------------------------- | ------------------ | -------------------- | -------- | -------- | ---------- | ----- |
| 01                                                                        | Lewis Hamilton     | Mercedes             | 1:24,191 | 1:23,251 | 1:22,188   | 01    |
| 02                                                                        | Sebastian Vettel   | Ferrari              | 1:25,210 | 1:23,401 | 1:22,456   | 02    |
| 03                                                                        | Valtteri Bottas    | Mercedes             | 1:24,514 | 1:23,215 | 1:22,481   | 03    |
| 04                                                                        | Kimi Räikkönen     | Ferrari              | 1:24,352 | 1:23,376 | 1:23,033   | 04    |
| 05                                                                        | Max Verstappen     | Red Bull-TAG Heuer   | 1:24,482 | 1:24,092 | 1:23,485   | 05    |
| 06                                                                        | Romain Grosjean    | Haas-Ferrari         | 1:25,419 | 1:24,718 | 1:24,074   | 06    |
| 07                                                                        | Felipe Massa       | Williams-Mercedes    | 1:25,099 | 1:24,597 | 1:24,443   | 07    |
| 08                                                                        | Carlos Sainz jr.   | Toro Rosso-Renault   | 1:25,542 | 1:24,997 | 1:24,487   | 08    |
| 09                                                                        | Daniil Kwjat       | Toro Rosso-Renault   | 1:25,970 | 1:24,864 | 1:24,512   | 09    |
| 10                                                                        | Daniel Ricciardo   | Red Bull-TAG Heuer   | 1:25,383 | 1:23,989 | keine Zeit | 15    |
| 11                                                                        | Sergio Pérez       | Force India-Mercedes | 1:25,064 | 1:25,081 | –          | 10    |
| 12                                                                        | Nico Hülkenberg    | Renault              | 1:24,975 | 1:25,091 | –          | 11    |
| 13                                                                        | Fernando Alonso    | McLaren-Honda        | 1:25,872 | 1:25,425 | –          | 12    |
| 14                                                                        | Esteban Ocon       | Force India-Mercedes | 1:26,009 | 1:25,568 | –          | 13    |
| 15                                                                        | Marcus Ericsson    | Sauber-Ferrari       | 1:26,236 | 1:26,465 | –          | 14    |
| 16                                                                        | Antonio Giovinazzi | Sauber-Ferrari       | 1:26,419 | –        | –          | 16    |
| 17                                                                        | Kevin Magnussen    | Haas-Ferrari         | 1:26,847 | –        | –          | 17    |
| 18                                                                        | Stoffel Vandoorne  | McLaren-Honda        | 1:26,858 | –        | –          | 18    |
| 19                                                                        | Lance Stroll       | Williams-Mercedes    | 1:27,143 | –        | –          | 20    |
| 20                                                                        | Jolyon Palmer      | Renault              | 1:28,244 | –        | –          | 19    |
| 107-Prozent-Zeit: 1:30,084 min (bezogen auf Q1-Bestzeit von 1:24,191 min) |                    |                      |          |          |            |       |

Anmerkungen
1. ↑  Ricciardo wurde wegen eines Getriebewechsels um fünf Positionen nach hinten versetzt.
2. ↑  Stroll wurde wegen eines Getriebewechsels um fünf Positionen nach hinten versetzt.

### Rennen
| Pos. | Fahrer             | Konstrukteur         | Runden | Stopps | Zeit        | Start | Schnellste Runde |
| ---- | ------------------ | -------------------- | ------ | ------ | ----------- | ----- | ---------------- |
| 01   | Sebastian Vettel   | Ferrari              | 57     | 1      | 1:24:11,672 | 02    | 1:26,638 (53.)   |
| 02   | Lewis Hamilton     | Mercedes             | 57     | 1      | + 9,975     | 01    | 1:27,033 (44.)   |
| 03   | Valtteri Bottas    | Mercedes             | 57     | 1      | + 11,250    | 03    | 1:26,593 (56.)   |
| 04   | Kimi Räikkönen     | Ferrari              | 57     | 1      | + 22,393    | 04    | 1:26,538 (56.)   |
| 05   | Max Verstappen     | Red Bull-TAG Heuer   | 57     | 1      | + 28,827    | 05    | 1:26,964 (43.)   |
| 06   | Felipe Massa       | Williams-Mercedes    | 57     | 1      | + 1:23,386  | 07    | 1:28,045 (49.)   |
| 07   | Sergio Pérez       | Force India-Mercedes | 56     | 1      | + 1 Runde   | 10    | 1:28,336 (56.)   |
| 08   | Carlos Sainz jr.   | Toro Rosso-Renault   | 56     | 1      | + 1 Runde   | 08    | 1:27,677 (53.)   |
| 09   | Daniil Kwjat       | Toro Rosso-Renault   | 56     | 2      | + 1 Runde   | 09    | 1:26,711 (51.)   |
| 10   | Esteban Ocon       | Force India-Mercedes | 56     | 1      | + 1 Runde   | 13    | 1:28,475 (55.)   |
| 11   | Nico Hülkenberg    | Renault              | 56     | 2      | + 1 Runde   | 11    | 1:28,486 (55.)   |
| 12   | Antonio Giovinazzi | Sauber-Ferrari       | 55     | 1      | + 2 Runden  | 16    | 1:29,052 (51.)   |
| 13   | Stoffel Vandoorne  | McLaren-Honda        | 55     | 2      | + 2 Runden  | 18    | 1:29,440 (53.)   |
| –    | Fernando Alonso    | McLaren-Honda        | 50     | 1      | DNF         | 12    | 1:30,077 (48.)   |
| –    | Kevin Magnussen    | Haas-Ferrari         | 46     | 2      | DNF         | 17    | 1:27,568 (46.)   |
| –    | Lance Stroll       | Williams-Mercedes    | 40     | 2      | DNF         | 20    | 1:29,389 (38.)   |
| –    | Daniel Ricciardo   | Red Bull-TAG Heuer   | 25     | 0      | DNF         | 15    | 1:29,447 (21.)   |
| –    | Marcus Ericsson    | Sauber-Ferrari       | 21     | 0      | DNF         | 14    | 1:32,052 (18.)   |
| –    | Jolyon Palmer      | Renault              | 15     | 0      | DNF         | 19    | 1:32,195 (06.)   |
| –    | Romain Grosjean    | Haas-Ferrari         | 13     | 0      | DNF         | 06    | 1:30,183 (12.)   |

## WM-Stände nach dem Rennen
Die ersten zehn des Rennens bekamen 25, 18, 15, 12, 10, 8, 6, 4, 2 bzw. 1 Punkt(e).

### Fahrerwertung
| Pos. | Fahrer           | Konstrukteur         | Punkte |
| ---- | ---------------- | -------------------- | ------ |
| 01   | Sebastian Vettel | Ferrari              | 25     |
| 02   | Lewis Hamilton   | Mercedes             | 18     |
| 03   | Valtteri Bottas  | Mercedes             | 15     |
| 04   | Kimi Räikkönen   | Ferrari              | 12     |
| 05   | Max Verstappen   | Red Bull-TAG Heuer   | 10     |
| 06   | Felipe Massa     | Williams-Mercedes    | 8      |
| 07   | Sergio Pérez     | Force India-Mercedes | 6      |
| 08   | Carlos Sainz jr. | Toro Rosso-Renault   | 4      |
| 09   | Daniil Kwjat     | Toro Rosso-Renault   | 2      |
| 10   | Esteban Ocon     | Force India-Mercedes | 1      |

| Pos. | Fahrer             | Konstrukteur       | Punkte |
| ---- | ------------------ | ------------------ | ------ |
| 11   | Nico Hülkenberg    | Renault            | 0      |
| 12   | Antonio Giovinazzi | Sauber-Ferrari     | 0      |
| 13   | Stoffel Vandoorne  | McLaren-Honda      | 0      |
| –    | Fernando Alonso    | McLaren-Honda      | 0      |
| –    | Kevin Magnussen    | Haas-Ferrari       | 0      |
| –    | Lance Stroll       | Williams-Mercedes  | 0      |
| –    | Daniel Ricciardo   | Red Bull-TAG Heuer | 0      |
| –    | Marcus Ericsson    | Sauber-Ferrari     | 0      |
| –    | Jolyon Palmer      | Renault            | 0      |
| –    | Romain Grosjean    | Haas-Ferrari       | 0      |

### Konstrukteurswertung
| Pos. | Konstrukteur         | Punkte |
| ---- | -------------------- | ------ |
| 1    | Ferrari              | 37     |
| 2    | Mercedes             | 33     |
| 3    | Red Bull-TAG Heuer   | 10     |
| 4    | Williams-Mercedes    | 8      |
| 5    | Force India-Mercedes | 7      |

| Pos. | Konstrukteur       | Punkte |
| ---- | ------------------ | ------ |
| 06   | Toro Rosso-Renault | 6      |
| 07   | Renault            | 0      |
| 08   | Sauber-Ferrari     | 0      |
| 09   | McLaren-Honda      | 0      |
| –    | Haas-Ferrari       | 0      |